# 8인의 수상한 신사들
《8인의 수상한 신사들》(龍三と七人の子分たち 류조와 일곱명의 부하들[*])은 2015년 일본의 액션 코미디 영화이다. 키타노 타케시가 감독과 각본을 맡았으며 2015년 4월 25일 개봉되었다.

## 출연

### 주연
- 후지 타츠야

### 조연
- 콘도 마사오미
- 나카오 아키라
- 시나가와 토오루
- 히우라 벤
- 요시자와 켄
- 오노데라 아키라
- 야스다 켄
- 야지마 켄이치
- 카츠무라 마사노부
- 만다 히사코
- 기타노 다케시

## 기타
- 라인PD: 코미야 신지
- 라인PD: 가쿠라이 마코토
- 의상: 쿠로사와 카즈코